# Ratina špilja
Ratina špilja je špilja na otoku Šćedru.

## Položaj
Ratina špilja nalazi se na jugozapadnom dijelu otoka Šćedra, iznad uvale Spilski Dolac. S platoa oko špilje se pruža panoramski pogled na Pelješac i Korčulu.

## Pristup
Na Šćedru nema motornog prijevoza, pa se do špilje može doći jedino pješačkom stazom koja iz Velog porta, glavne luke na otoku. Staza nije zahtjevna, osim donekle zadnji dio pred špilju, a do špilje treba oko sat vremena hoda. Staza je jasno označena i uređena za posjetitelje.

## Opis
Špilja se sastoji od ulaznog prostora te dviju odvojenih galerijskih prostorija. Dužina špilje je 23 metra, a najveća širina 8 metara. U špilju se ulazi sa sjeverozapada. Ulaz je nepravilnog oblika, širine oko 1 metra i visine od 1,7 metara, a na najužem dijelu se sužava na samo pola metra. Špilja se blago spušta prema jugu, do sjeverne galerije dimenzija 12 x 6 metara, visine do 5 metara. Pod ove prostorije je prekriven slojem zemlje na kojem su vidljivi brojni ostaci životinjskih kostiju. Na dnu sjeverne galerije je mali prolaz koji vodi do južne galerije, dimenzija 11 x 8 metara i visinu do 4 metra. Pod južne galerije je također prekriven slojem zemlje, vjerojatno nastale od materijala prenesenog iz sjeverne galerije. I ovdje su na tlu vidljivi ostaci životinjskih kostiju.

## Povijest istraživanja
Naziv špilje potječe od Ratomira, poznatog kao Rato, koji je krajem 20. stoljeća špilju pokazao arheolozima koji su tada istraživali druge arheološke lokalitete na otoku.
Prva arheološka istraživanja špilje izveo je Grga Novak ,1923. godine, koji je prvi proveo arheološko sondiranje ograničenog opsega, pri čemu su pronađeni ostaci keramike iz željeznog doba.
Godine 2025., objavljena je vijest o novim otkrićima u špilji. Novo arheološko istraživanje iznjedrilo je dokaze o životu na Šćedru iz kasnog neolitika, 3000 godina starije nego što se dosad mislilo. Tijekom kratkog istraživanja u iskopu dimenzija 1,5 x 1,5 metara, otkriveno je 250 ulomaka keramičkih posuda, 97 ulomaka životinjskih kostiju, 109 školjki i morskih puževa te 4 kremena artefakata. Uzeti  su i uzorci ugljena koje se tek treba datirati radiokarbonskim datiranjem.
Keramički nalazi su detaljno analizirani, te je otkriveno da 67 ulomaka posjeduje dijagnostičke elemente koji ukazuju na karakteristične polukuglaste zdjele s prstenastim obodom i djelomično uglađenim stijenkama. Pronađene posude su ukrašene urezanim geometrijskim motivima, što dokazuje povezanost sa hvarskom kulturom, a datirane su u 5. tisućljeće prije Krista (5000. – 4300. g. pr. Kr.).
Isti oblici i ukrasi već su poznati iz nedaleke Grapčeve špilje na Hvaru, jednog od ključnih neolitičkih nalazišta na istočnom Jadranu. Ovo otkriće pokazuje da je Ratina špilja bila naseljena istovremeno kada i neka od najvažnijih prapovijesnih lokacija u regiji, pa se vjeruje da je imala ulogu u prapovijesnoj mreži naselja i trgovačkih ruta.
Preliminarne analize sirovina korištene za alatke od kamena i kremena upućuju na to da je materijal vjerojatno dopreman s drugih jadranskih otoka i kopnenih područja, vjerojatno i s prekojadranskih lokacija, što potvrđuje tezu da su već u neolitiku postojale razvijene trgovačke i pomorske mreže koje su povezivale Hvar, Korčulu, Pelješac i šire područje istočnog Jadrana. Smatra se da je otok Šćedro, smješten usred važnih pomorskih ruta, bio ključno čvorište za komunikaciju i trgovinu prapovijesnih zajednica.
Količina i značaj nalaza sugeriraju da je ovo mjesto bilo kontinuirano nastanjeno ili dugo korišteno kao sezonsko sklonište i radni prostor. Sljedeća faza istraživanja uključuje proširivanje iskopavanja na pristupni plato. Planirana dodatna trebali bi utvrditi eventualno postojanje kasnije faze hvarsko-nakovanske kulture, čiji tragovi zasad ostaju nedovoljno istraženi.